# Aline Huke Frink
 Aline Huke Frink  (* 2. März 1904 in Torrington (Connecticut); † 14. März 2000 in Kennebunk, Maine) war eine US-amerikanische Mathematikerin und Hochschullehrerin.

## Leben und Forschung
Huke Frike wurde als Aline Huke als Älteste von zwei Töchtern geboren und erhielt ihre Grund- und Sekundarschulbildung an den öffentlichen Schulen von South Hadley, Massachusetts, wo sie auch von 1916 bis 1920 die High School besuchte.  Sie studierte am Mount Holyoke College und erhielt  1924 den Bachelor-Abschluss Magna cum Laude. Danach unterrichtete sie für zwei Jahre Physik und Algebra an der High School in Cobleskill, New York. 1926 nahm sie Kurse in Pädagogik am New York College für Lehrer in Albany (jetzt University at Albany, The State University of New York) und studierte an der University of Chicago.
1927 schrieb sie ihre Masterarbeit in mathematischer Physik unter der Leitung von A. C. Lunn. Von 1927 bis 1928 war sie Stipendiatin in Mathematik am Bryn Mawr College und studierte bei David Widder. 1928 studierte sie mit einem Graduiertenstipendium an der University of Chicago. Von 1929 bis 1930 unterrichtete sie am Mount Holyoke College und wurde 1930 an der University of Chicago bei Gilbert Ames Bliss mit der Dissertation An Historical and Critical Study of the Fundamental Lemma in the Calculus of Variations promoviert. Anschließend war sie Dozentin für Mathematik am Pennsylvania State College (heute Pennsylvania State University).
1931 heiratete sie den Mathematiker Orrin Frink, mit dem sie von 1932 bis 1945 drei Söhne und eine Tochter bekam. Sie unterrichtete bis 1944 in Teilzeit und nahm 1947 ihre Karriere als Vollzeit-Fakultätsmitglied wieder auf. Sie wurde 1952 Assistenzprofessorin, 1962 außerordentlicher Professorin und 1969 emeritierte Professorin. In den späten 1940er Jahren hatte sie Russisch gelernt und übersetzte unter anderem das Buch Calculus of Variations von Naum Iljitsch Achijeser. Kurz vor ihrer Pensionierung lernte sie Chinesisch. Nachdem sie 1969 mit ihrem Ehemann in den Ruhestand getreten war, zog sie nach Kennebunkport, Maine in ein Haus, das seit 1747 im Besitz ihrer Familie war.
2006 übergab ihr Sohn John Frink der mathematischen Abteilung der Pennsylvania State University 100.000 US-Dollar für ein Trustee Matching Stipendium in Gedenken an seine Eltern Orrin und Aline Frink.

## Veröffentlichungen
- 1931 (als A. Huke): An historical and critical study of the fundamental lemma in the calculus of variations. In Contributions to the Calculus of Variations, 1930, 131–89. Chicago, University of Chicago Press.
- 1937: Distance functions and the metrization problem. Bull. Amer. Math. Soc. 43.
- 1938: mit O. Frink: Polygonal variations. Bull. Amer. Math. Soc. 44.
- 1960: Special variations. Tohoku Mathematical Journal. J. 2nd ser., 12.
- 1962: (Übersetzung aus dem Russischen) The Calculus of Variations by N. I. Akhiezer. New York: Blaisdell Publishing Co. Reviews: Amer. Math. Monthly 71.

## Mitgliedschaften
- American Mathematical Society
- Sigma Delta Epsilon
- Phi Beta Kappa
- Sigma Xi
- Pi Mu Epsilon